# Isla Dog
Isla Dog (en español Isla del Perro Grande y en inglés: Dog Island) es el nombre que recibe una pequeña isla deshabitada de 207 hectáreas (511 acres) de superficie situada a unos 13 kilómetros (8 millas) al noroeste del territorio británico de ultramar de Anguila, justo al oeste de los cayos de Prickley Pear y de la Isla Seal. Se trata de la tercera isla más grande del territorio por su superficie con un área comparable a la de Mónaco. Todas las islas forman parte de una dependencia del Reino Unido en las Pequeñas Antillas, frente al mar Caribe.